# Troisième circonscription du Loiret
La troisième circonscription du Loiret est une circonscription législative française située dans le département du Loiret créée en 1958 et modifiée pour les élections législatives de 1988.
La circonscription est remaniée en 2012, en raison de la création d'une sixième circonscription dans le département.
Elle est représentée dans la XVIIe législature de la Cinquième République française par Constance de Pélichy.

## Description géographique et démographique

### De 1958 à 1986
La troisième circonscription du Loiret était composée de :
- canton de Beaune-la-Rolande
- canton de Bellegarde
- canton de Châteauneuf-sur-Loire
- canton de Ferrières
- canton de Lorris
- canton de Malesherbes
- canton de Neuville-aux-Bois
- canton d'Outarville
- canton d'Ouzouer-sur-Loire
- canton de Pithiviers
- canton de Puiseaux

Source : Journal Officiel du 14-15 Octobre 1958.

### De 1988 à 2010
La troisième circonscription du Loiret était composée de :
- canton de Châteauneuf-sur-Loire
- canton de Chécy
- canton de Jargeau
- canton d'Orléans-Bourgogne
- canton d'Orléans-Saint-Marc-Argonne
- canton d'Ouzouer-sur-Loire
- canton de Saint-Jean-de-Braye
- canton de Sully-sur-Loire

### Depuis 2010
La troisième circonscription du Loiret représente le sud-est du département.
En 2012, elle regroupe les cantons suivants, au nombre de 7 : 
- canton de La Ferté-Saint-Aubin
- canton de Jargeau
- canton de Sully-sur-Loire
- canton d'Ouzouer-sur-Loire
- canton de Gien
- canton de Châtillon-sur-Loire
- canton de Briare.

En 2015, les cantons de Jargeau, Ouzouer-sur-Loire, Châtillon-sur-Loire et Briare sont supprimés.

### Historique des résultats
| Législature | Début de mandat | Fin de mandat  | Député               | Parti politique  | Observations |
| ----------- | --------------- | -------------- | -------------------- | ---------------- | --- |
| IXe         | 23 juin 1988    | 1er avril 1993 | Jean-Pierre Lapaire  | PS               | Maître de conférences des universités                                                                                               |
| Xe          | 2 avril 1993    | 21 avril 1997  | Jean-Louis Bernard   | UDF-Rad puis UMP | Chirurgien Mandat écourté à la suite d'une dissolution parlementaire décidée par Jacques Chirac.                                    |
| XIe         | 12 juin 1997    | 18 juin 2002   | Jean-Louis Bernard   | UDF-Rad puis UMP | Chirurgien |
| XIIe        | 19 juin 2002    | 19 juin 2007   | Jean-Louis Bernard   | UDF-Rad puis UMP | Chirurgien |
| XIIIe       | 20 juin 2007    | 19 juin 2012   | Jean-Louis Bernard   | UDF-Rad puis UMP | Chirurgien |
| XIVe        | 20 juin 2012    | 20 juin 2017   | Claude de Ganay      | UMP              | Cadre de la fonction publique territoriale                                                                                          |
| XVe         | 21 juin 2017    | 21 juin 2022   | Claude de Ganay      | LR               | Cadre de la fonction publique territoriale                                                                                          |
| XVIe        | 22 juin 2022    | 9 juin 2024    | Mathilde Paris       | RN               | Conseillère régionale du Centre-Val de Loire Mandat écourté à la suite d'une dissolution parlementaire décidée par Emmanuel Macron. |
| XVIIe       | 8 juillet 2024  | En cours       | Constance de Pélichy | DVD              | Conseillère régionale du Centre-Val de Loire                                                                                        |

## Résultats des élections

### Élections de 1958
| Candidat       | Candidat          | Parti          | Premier tour | Premier tour | Second tour | Second tour |  |
| Candidat       | Candidat          | Parti          | Voix         | %            | Voix        | %           |  |
| -------------- | ----------------- | -------------- | ------------ | ------------ | ----------- | ----------- |  |
|                | Pierre Charié élu | UNR            | 18 993       | 43,89        | 27 279      | 62,86       |  |
|                | Charles Desbois   | Radsoc         | 7 812        | 18,05        | 9 480       | 21,85       |  |
|                | Claude Chansard   | PCF            | 6 161        | 14,24        | 6 636       | 15,29       |  |
|                | Bernard Pilloy    | MRP            | 4 586        | 10,6         | Retrait     | Retrait     |  |
|                | Camille Dozias    | SFIO           | 3 248        | 7,5          | Retrait     | Retrait     |  |
|                | Jacques Albertini | UFF            | 2 479        | 5,73         | Retrait     | Retrait     |  |
|                |                   |                |              |              |             |             |  |
| Inscrits       | Inscrits          | Inscrits       | 58 664       | 100,00       | 58 637      | 100,00      |  |
| Abstentions    | Abstentions       | Abstentions    | 13 836       | 23,59        | 14 275      | 24,34       |  |
| Votants        | Votants           | Votants        | 44 828       | 76,41        | 44 362      | 75,66       |  |
| Blancs et nuls | Blancs et nuls    | Blancs et nuls | 1 549        | 3,46         | 967         | 2,18        |  |
| Exprimés       | Exprimés          | Exprimés       | 43 279       | 96,54        | 43 395      | 97,82       |  |

Le suppléant de Pierre Charié était Gaston Girard, conseiller général du canton d'Ouzouer-sur-Loire, maire de Saint-Benoit-sur-Loire.

### Élections de 1962
|                | Pierre Charié sortant réélu | UNR-UDT        | 21 352 | 55,11  |  |  |  |
|                | Kléber Rieau                | PCF            | 7 139  | 18,43  |  |  |  |
|                | Jean Delaplanche            | Modérés        | 5 895  | 15,22  |  |  |  |
|                | Bernard Pilloy              | MRP            | 4 356  | 11,24  |  |  |  |
|                |                             |                |        |        |  |  |  |
| Inscrits       | Inscrits                    | Inscrits       | 58 077 | 100,00 |  |  |  |
| Abstentions    | Abstentions                 | Abstentions    | 17 618 | 30,34  |  |  |  |
| Votants        | Votants                     | Votants        | 40 459 | 69,66  |  |  |  |
| Blancs et nuls | Blancs et nuls              | Blancs et nuls | 1 717  | 4,24   |  |  |  |
| Exprimés       | Exprimés                    | Exprimés       | 38 742 | 95,76  |  |  |  |

Le suppléant de Pierre Charié était Gaston Girard.

### Élections de 1967
| Candidat       | Candidat                    | Parti          | Premier tour | Premier tour | Second tour | Second tour |  |
| Candidat       | Candidat                    | Parti          | Voix         | %            | Voix        | %           |  |
| -------------- | --------------------------- | -------------- | ------------ | ------------ | ----------- | ----------- |  |
|                | Pierre Charié sortant réélu | UD-Ve          | 22 895       | 49,16        | 27 392      | 61,67       |  |
|                | Pierre Bordry               | CD (PDM)       | 7 485        | 16,07        | Retrait     | Retrait     |  |
|                | Emmanuel Faÿs               | FGDS (SFIO)    | 6 941        | 14,91        | 17 026      | 38,33       |  |
|                | Raymond Pichon              | PCF            | 6 890        | 14,8         | Retrait     | Retrait     |  |
|                | Pierre Hamon                | Divers         | 2 357        | 5,06         |             |             |  |
|                |                             |                |              |              |             |             |  |
| Inscrits       | Inscrits                    | Inscrits       | 58 264       | 100,00       | 58 246      | 100,00      |  |
| Abstentions    | Abstentions                 | Abstentions    | 10 347       | 17,76        | 11 970      | 20,55       |  |
| Votants        | Votants                     | Votants        | 47 917       | 82,24        | 46 276      | 79,45       |  |
| Blancs et nuls | Blancs et nuls              | Blancs et nuls | 1 349        | 2,82         | 1 858       | 4,02        |  |
| Exprimés       | Exprimés                    | Exprimés       | 46 568       | 97,18        | 44 418      | 95,98       |  |

Le suppléant de Pierre Charié était Gaston Girard.

### Élections de 1968
|                | Pierre Charié sortant réélu | UDR (URP)      | 27 737 | 58,73  |  |  |  |
|                | Pierre Bordry               | CD (PDM)       | 6 690  | 14,17  |  |  |  |
|                | Emmanuel Faÿs               | FGDS (CIR)     | 6 576  | 13,92  |  |  |  |
|                | Raymond Pichon              | PCF            | 6 223  | 13,18  |  |  |  |
|                |                             |                |        |        |  |  |  |
| Inscrits       | Inscrits                    | Inscrits       | 57 879 | 100,00 |  |  |  |
| Abstentions    | Abstentions                 | Abstentions    | 9 788  | 16,91  |  |  |  |
| Votants        | Votants                     | Votants        | 48 091 | 83,09  |  |  |  |
| Blancs et nuls | Blancs et nuls              | Blancs et nuls | 865    | 1,8    |  |  |  |
| Exprimés       | Exprimés                    | Exprimés       | 47 226 | 98,2   |  |  |  |

Le suppléant de Pierre Charié était Gaston Girard.

### Élections de 1973
| Candidat       | Candidat                    | Parti          | Premier tour | Premier tour | Second tour | Second tour |  |
| Candidat       | Candidat                    | Parti          | Voix         | %            | Voix        | %           |  |
| -------------- | --------------------------- | -------------- | ------------ | ------------ | ----------- | ----------- |  |
|                | Pierre Charié sortant réélu | UDR (URP)      | 21 553       | 42,95        | 24 101      | 48,39       |  |
|                | Pierre Bordry               | CD (PDM)       | 11 151       | 22,22        | 11 583      | 23,26       |  |
|                | Raymond Pichon              | PCF            | 8 033        | 16,01        | 14 117      | 28,35       |  |
|                | Emmanuel Faÿs               | PS (UGSD)      | 6 744        | 13,44        | Retrait     | Retrait     |  |
|                | Bernard Madre               | PSU            | 2 705        | 5,39         |             |             |  |
|                |                             |                |              |              |             |             |  |
| Inscrits       | Inscrits                    | Inscrits       | 61 564       | 100,00       | 61 526      | 100,00      |  |
| Abstentions    | Abstentions                 | Abstentions    | 9 884        | 16,05        | 10 689      | 17,37       |  |
| Votants        | Votants                     | Votants        | 51 680       | 83,95        | 50 837      | 82,63       |  |
| Blancs et nuls | Blancs et nuls              | Blancs et nuls | 1 494        | 2,89         | 1 036       | 2,04        |  |
| Exprimés       | Exprimés                    | Exprimés       | 50 186       | 97,11        | 49 801      | 97,96       |  |

Le suppléant de Pierre Charié était Gaston Girard. Gaston Girard remplaça Pierre Charié, décédé, du 13 mars 1973 au 2 avril 1978.

### Élections de 1978
| Candidat       | Candidat                    | Parti              | Premier tour | Premier tour | Second tour | Second tour |  |
| Candidat       | Candidat                    | Parti              | Voix         | %            | Voix        | %           |  |
| -------------- | --------------------------- | ------------------ | ------------ | ------------ | ----------- | ----------- |  |
|                | Gaston Girard sortant réélu | RPR                | 12 364       | 20,71        | 34 499      | 56,37       |  |
|                | Chantal Brunel              | UDF (PR)           | 12 313       | 20,63        | Retrait     | Retrait     |  |
|                | René Alaux                  | PS                 | 12 305       | 20,61        | 26 697      | 43,63       |  |
|                | Alain Avril                 | PCF                | 9 528        | 15,96        | Retrait     | Retrait     |  |
|                | Bernard Charpentier         | Divers droite      | 9 056        | 15,17        | Retrait     | Retrait     |  |
|                | Annie Cassin                | LO                 | 2 121        | 3,55         |             |             |  |
|                | Christian Baroni            | Divers             | 1 506        | 2,52         |             |             |  |
|                | Jean-Jacques Dumont-Pallier | Divers droite (DC) | 500          | 0,84         |             |             |  |
|                |                             |                    |              |              |             |             |  |
| Inscrits       | Inscrits                    | Inscrits           | 72 254       | 100,00       | 72 000      | 100,00      |  |
| Abstentions    | Abstentions                 | Abstentions        | 10 898       | 15,08        | 9 295       | 12,91       |  |
| Votants        | Votants                     | Votants            | 61 356       | 84,92        | 62 705      | 87,09       |  |
| Blancs et nuls | Blancs et nuls              | Blancs et nuls     | 1 663        | 2,71         | 1 509       | 2,41        |  |
| Exprimés       | Exprimés                    | Exprimés           | 59 693       | 97,29        | 61 196      | 97,59       |  |

Le suppléant de Gaston Girard était Pierre Bonnin, chef d'entreprise à Greneville-en-Beauce.

### Élections de 1981
| Candidat       | Candidat             | Parti          | Premier tour | Premier tour | Second tour | Second tour |  |
| Candidat       | Candidat             | Parti          | Voix         | %            | Voix        | %           |  |
| -------------- | -------------------- | -------------- | ------------ | ------------ | ----------- | ----------- |  |
|                | René Alaux           | PS             | 19 006       | 34,02        | 27 019      | 45,58       |  |
|                | Jean-Paul Charié élu | RPR (UNM)      | 18 917       | 33,86        | 32 260      | 54,42       |  |
|                | Chantal Brunel       | UDF (PR)       | 12 514       | 22,40        | Retrait     | Retrait     |  |
|                | Alain Avril          | PCF            | 5 434        | 9,73         |             |             |  |
|                |                      |                |              |              |             |             |  |
| Inscrits       | Inscrits             | Inscrits       | 75 252       | 100,00       | 75 248      | 100,00      |  |
| Abstentions    | Abstentions          | Abstentions    | 18 529       | 24,62        | 15 043      | 19,99       |  |
| Votants        | Votants              | Votants        | 56 723       | 75,38        | 60 205      | 80,01       |  |
| Blancs et nuls | Blancs et nuls       | Blancs et nuls | 852          | 1,5          | 926         | 1,54        |  |
| Exprimés       | Exprimés             | Exprimés       | 55 871       | 98,5         | 59 279      | 98,46       |  |

Le suppléant de Jean-Paul Charié était Bernard Charpentier, agriculteur, conseiller général du canton de Lorris.

### Élections de 1988
| Candidat       | Candidat                    | Parti          | Premier tour | Premier tour | Second tour | Second tour |  |
| Candidat       | Candidat                    | Parti          | Voix         | %            | Voix        | %           |  |
| -------------- | --------------------------- | -------------- | ------------ | ------------ | ----------- | ----------- |  |
|                | Jacques Douffiagues sortant | UDF (PR) (URC) | 20 191       | 42,01        | 25 942      | 49,6        |  |
|                | Jean-Pierre Lapaire élu     | PS             | 19 873       | 41,35        | 26 363      | 50,4        |  |
|                | Paul Malaguti               | FN             | 4 874        | 10,14        |             |             |  |
|                | Christian Fromentin         | PCF            | 3 122        | 6,5          |             |             |  |
|                |                             |                |              |              |             |             |  |
| Inscrits       | Inscrits                    | Inscrits       | 72 760       | 100,00       | 72 728      | 100,00      |  |
| Abstentions    | Abstentions                 | Abstentions    | 23 579       | 32,41        | 19 086      | 26,24       |  |
| Votants        | Votants                     | Votants        | 49 181       | 67,59        | 53 642      | 73,76       |  |
| Blancs et nuls | Blancs et nuls              | Blancs et nuls | 1 121        | 2,28         | 1 337       | 2,49        |  |
| Exprimés       | Exprimés                    | Exprimés       | 48 060       | 97,72        | 52 305      | 97,51       |  |

Le suppléant de Jean-Pierre Lapaire était Jacques Daudin, arboriculteur, conseiller municipal de Châteauneuf-sur-Loire.

### Élections de 1993
| Candidat       | Candidat                    | Parti          | Premier tour | Premier tour | Second tour | Second tour |  |
| Candidat       | Candidat                    | Parti          | Voix         | %            | Voix        | %           |  |
| -------------- | --------------------------- | -------------- | ------------ | ------------ | ----------- | ----------- |  |
|                | Jean-Louis Bernard élu      | UDF (Rad)      | 22 596       | 43,68        | 30 813      | 61,27       |  |
|                | Jean-Pierre Lapaire sortant | PS (ADFP)      | 10 617       | 20,52        | 19 480      | 38,73       |  |
|                | Michel Rothe                | FN             | 7 122        | 13,77        |             |             |  |
|                | Nicole Bouilly              | Les Verts (EÉ) | 4 595        | 8,88         |             |             |  |
|                | Marcel Thomas               | PCF            | 3 446        | 6,66         |             |             |  |
|                | Françoise Lacaille          | LT-LNÉ         | 1 742        | 3,37         |             |             |  |
|                | Jack Foucher                | SÉGA           | 865          | 1,67         |             |             |  |
|                | Abdelkrim Saadani           | LO             | 749          | 1,45         |             |             |  |
|                |                             |                |              |              |             |             |  |
| Inscrits       | Inscrits                    | Inscrits       | 76 523       | 100,00       | 76 521      | 100,00      |  |
| Abstentions    | Abstentions                 | Abstentions    | 21 947       | 28,68        | 22 493      | 29,39       |  |
| Votants        | Votants                     | Votants        | 54 576       | 71,32        | 54 028      | 70,61       |  |
| Blancs et nuls | Blancs et nuls              | Blancs et nuls | 2 844        | 5,21         | 3 735       | 6,91        |  |
| Exprimés       | Exprimés                    | Exprimés       | 51 732       | 94,79        | 50 293      | 93,09       |  |

Le suppléant de Jean-Louis Bernard était Gérard Lambert, RPR, médecin gynécologue retraité, maire de Chécy.

### Élections de 1997
| Candidat       | Candidat                         | Parti             | Premier tour | Premier tour | Second tour | Second tour |  |
| Candidat       | Candidat                         | Parti             | Voix         | %            | Voix        | %           |  |
| -------------- | -------------------------------- | ----------------- | ------------ | ------------ | ----------- | ----------- |  |
|                | Jean-Louis Bernard sortant réélu | UDF (Rad)         | 16 437       | 32,57        | 27 987      | 52,64       |  |
|                | Jean-Pierre Lapaire              | PS                | 14 194       | 28,12        | 25 180      | 47,36       |  |
|                | Willy Lebrard                    | FN                | 8 386        | 16,62        |             |             |  |
|                | Sylvie Prat                      | PCF               | 3 400        | 6,74         |             |             |  |
|                | Philippe Clément                 | Divers écologiste | 1 980        | 3,92         |             |             |  |
|                | Jean-Charles Benaich             | LDI (MPF)         | 1 796        | 3,56         |             |             |  |
|                | Abdelkrim Saadani                | LO                | 1 281        | 2,54         |             |             |  |
|                | Pascal Bouclet                   | GÉ                | 1 094        | 2,17         |             |             |  |
|                | Christian Beaudin                | MÉI               | 964          | 1,91         |             |             |  |
|                | Serge Vitel                      | LT-LNÉ            | 937          | 1,86         |             |             |  |
|                |                                  |                   |              |              |             |             |  |
| Inscrits       | Inscrits                         | Inscrits          | 78 158       | 100,00       | 78 156      | 100,00      |  |
| Abstentions    | Abstentions                      | Abstentions       | 24 995       | 31,98        | 21 397      | 27,38       |  |
| Votants        | Votants                          | Votants           | 53 163       | 68,02        | 56 759      | 72,62       |  |
| Blancs et nuls | Blancs et nuls                   | Blancs et nuls    | 2 694        | 5,07         | 3 592       | 6,33        |  |
| Exprimés       | Exprimés                         | Exprimés          | 50 469       | 94,93        | 53 167      | 93,67       |  |

Le suppléant de Jean-Louis Bernard était Christian Fossier, maire de Châteauneuf-sur-Loire, directeur d'usine.

### Élections de 2002
| Candidat       | Candidat                         | Parti            | Premier tour | Premier tour | Second tour | Second tour |  |
| Candidat       | Candidat                         | Parti            | Voix         | %            | Voix        | %           |  |
| -------------- | -------------------------------- | ---------------- | ------------ | ------------ | ----------- | ----------- |  |
|                | Jean-Louis Bernard sortant réélu | UMP              | 23 229       | 43,89        | 28 861      | 60,36       |  |
|                | Jean-François Laval              | Les Verts (PS)   | 13 287       | 25,11        | 18 954      | 39,64       |  |
|                | Dominique de Laprade             | FN               | 7 111        | 13,44        |             |             |  |
|                | Aline Demolles                   | PCF              | 1 540        | 2,91         |             |             |  |
|                | Alain Machenin                   | CPNT             | 1 267        | 2,39         |             |             |  |
|                | Fabrice Van Borren               | PRG              | 1 137        | 2,15         |             |             |  |
|                | Cécile Richard                   | Cap21            | 1 088        | 2,06         |             |             |  |
|                | Dominique Bègue                  | MPF              | 1 012        | 1,91         |             |             |  |
|                | Jérôme Castaing                  | LCR              | 970          | 1,83         |             |             |  |
|                | Daniel Barnault                  | MNR              | 545          | 1,03         |             |             |  |
|                | Abdelkrim Saadani                | LO               | 539          | 1,02         |             |             |  |
|                | Michel Desmet                    | RCF              | 436          | 0,82         |             |             |  |
|                | Philippe Germain                 | Pôle républicain | 401          | 0,76         |             |             |  |
|                | Henri Fouquereau                 | Divers droite    | 362          | 0,31         |             |             |  |
|                |                                  |                  |              |              |             |             |  |
| Inscrits       | Inscrits                         | Inscrits         | 83 338       | 100,00       | 83 337      | 100,00      |  |
| Abstentions    | Abstentions                      | Abstentions      | 29 084       | 34,9         | 33 371      | 40,04       |  |
| Votants        | Votants                          | Votants          | 54 254       | 65,1         | 49 966      | 59,96       |  |
| Blancs et nuls | Blancs et nuls                   | Blancs et nuls   | 1 330        | 2,45         | 2 151       | 4,3         |  |
| Exprimés       | Exprimés                         | Exprimés         | 52 924       | 97,55        | 47 815      | 95,7        |  |

Le suppléant de Jean-Louis Bernard était Claude de Ganay, conseiller général du canton d'Ouzouer-sur-Loire, maire de Dampierre-en-Burly, cadre de la fonction publique territoriale.

### Élections de 2007
| Candidat       | Candidat                         | Parti                      | Premier tour | Premier tour | Second tour | Second tour |  |
| Candidat       | Candidat                         | Parti                      | Voix         | %            | Voix        | %           |  |
| -------------- | -------------------------------- | -------------------------- | ------------ | ------------ | ----------- | ----------- |  |
|                | Jean-Louis Bernard sortant réélu | UMP                        | 16 453       | 30,72        | 28 099      | 55,5        |  |
|                | Micheline Prahecq                | PS                         | 12 891       | 24,07        | 22 528      | 44,5        |  |
|                | Florent Montillot                | Divers droite (Maj. prés.) | 9 911        | 18,51        |             |             |  |
|                | Alexandrine Leclerc              | UDF–MoDem                  | 4 834        | 9,03         |             |             |  |
|                | Jean-Lin Lacapelle               | FN                         | 2 593        | 4,84         |             |             |  |
|                | Dominique Ronceray               | Les Verts                  | 1 853        | 3,46         |             |             |  |
|                | Christiane Le Pennec             | PCF                        | 1 256        | 2,35         |             |             |  |
|                | Eddy Talbot                      | LCR                        | 1 219        | 2,28         |             |             |  |
|                | Michel Delporte                  | MPF                        | 704          | 1,31         |             |             |  |
|                | Véronique Boisson                | LT-LNÉ                     | 531          | 0,99         |             |             |  |
|                | Dominique Claisse                | Divers                     | 442          | 0,83         |             |             |  |
|                | Abdelkrim Saadani                | LO                         | 424          | 0,79         |             |             |  |
|                | Marie Robert                     | MNR                        | 273          | 0,51         |             |             |  |
|                | Serge Henriot                    | PT                         | 167          | 0,31         |             |             |  |
|                |                                  |                            |              |              |             |             |  |
| Inscrits       | Inscrits                         | Inscrits                   | 89 957       | 100,00       | 89 953      | 100,00      |  |
| Abstentions    | Abstentions                      | Abstentions                | 35 424       | 39,38        | 37 603      | 41,8        |  |
| Votants        | Votants                          | Votants                    | 54 533       | 60,62        | 52 350      | 58,2        |  |
| Blancs et nuls | Blancs et nuls                   | Blancs et nuls             | 982          | 1,8          | 1 723       | 3,29        |  |
| Exprimés       | Exprimés                         | Exprimés                   | 53 551       | 98,2         | 50 627      | 96,71       |  |

### Élections de 2012
| Candidat       | Candidat             | Parti          | Premier tour | Premier tour | Second tour | Second tour |  |
| Candidat       | Candidat             | Parti          | Voix         | %            | Voix        | %           |  |
| -------------- | -------------------- | -------------- | ------------ | ------------ | ----------- | ----------- |  |
|                | Philippe Froment     | PS             | 13 561       | 31,61        | 19 169      | 47,27       |  |
|                | Claude de Ganay élu  | PRV (UMP)      | 12 508       | 29,16        | 21 379      | 52,73       |  |
|                | Étienne Trapp        | RBM (FN)       | 7 799        | 18,18        |             |             |  |
|                | Jean-Pierre Hurtiger | Divers         | 4 957        | 11,56        |             |             |  |
|                | Sylvie Vauvilliers   | FG (PCF)       | 2 121        | 4,94         |             |             |  |
|                | Catherine de Metz    | DLR            | 803          | 1,87         |             |             |  |
|                | Sophie Hecquet       | MÉI            | 401          | 0,93         |             |             |  |
|                | Françoise Soret      | AÉI            | 343          | 0,80         |             |             |  |
|                | Elsa de Morais       | NPA            | 219          | 0,51         |             |             |  |
|                | Michel Naulin        | LO             | 186          | 0,43         |             |             |  |
|                |                      |                |              |              |             |             |  |
| Inscrits       | Inscrits             | Inscrits       | 71 107       | 100,00       | 71 107      | 100,00      |  |
| Abstentions    | Abstentions          | Abstentions    | 27 586       | 38,8         | 28 941      | 40,7        |  |
| Votants        | Votants              | Votants        | 43 521       | 61,2         | 42 166      | 59,3        |  |
| Blancs et nuls | Blancs et nuls       | Blancs et nuls | 623          | 1,43         | 1 618       | 3,84        |  |
| Exprimés       | Exprimés             | Exprimés       | 42 898       | 98,57        | 40 548      | 96,16       |  |

### Élections de 2017
Député sortant : Claude de Ganay (Les Républicains).
|                                                                         |                                                                                          |                           |                           |                          |                          |
|                                                                         |                                                                                          | Premier tour 11 juin 2017 | Premier tour 11 juin 2017 | Second tour 18 juin 2017 | Second tour 18 juin 2017 |
|                                                                         |                                                                                          |                           |                           |                          |                          |
|                                                                         |                                                                                          | Nombre                    | % des inscrits            | Nombre                   | % des inscrits           |
| Inscrits                                                                | Inscrits                                                                                 | 70 833                    | 100,00                    | 70 836                   | 100,00                   |
| Abstentions                                                             | Abstentions                                                                              | 34 473                    | 48,67                     | 38 875                   | 54,88                    |
| Votants                                                                 | Votants                                                                                  | 36 360                    | 51,33                     | 31 961                   | 45,12                    |
|                                                                         |                                                                                          |                           | % des votants             |                          | % des votants            |
| Bulletins blancs                                                        | Bulletins blancs                                                                         | 723                       | 1,99                      | 2 457                    | 7,69                     |
| Bulletins nuls                                                          | Bulletins nuls                                                                           | 246                       | 0,68                      | 1 025                    | 3,21                     |
| Suffrages exprimés                                                      | Suffrages exprimés                                                                       | 35 391                    | 97,33                     | 28 479                   | 89,11                    |
|                                                                         |                                                                                          |                           |                           |                          |                          |
| Candidat Étiquette politique (partis et alliances)                      | Candidat Étiquette politique (partis et alliances)                                       | Voix                      | % des exprimés            | Voix                     | % des exprimés           |
|                                                                         |                                                                                          |                           |                           |                          |                          |
|                                                                         | Jihan Chelly La République en marche !                                                   | 12 519                    | 35,37                     | 14 210                   | 49,90                    |
|                                                                         | Claude de Ganay (député sortant) Les Républicains (Union des démocrates et indépendants) | 8 364                     | 23,63                     | 14 269                   | 50,10                    |
|                                                                         | Charles de Gevigney Front national                                                       | 6 941                     | 19,61                     |                          |                          |
|                                                                         | Kevin Merlot La France insoumise                                                         | 3 590                     | 10,14                     |                          |                          |
|                                                                         | Cédric Petit Europe Écologie Les Verts                                                   | 1 676                     | 4,74                      |                          |                          |
|                                                                         | Monique Barret Parti communiste français                                                 | 839                       | 2,37                      |                          |                          |
|                                                                         | Amyne Chaabane Divers                                                                    | 511                       | 1,44                      |                          |                          |
|                                                                         | Benoît Guirlet Divers droite (Parti chrétien-démocrate)                                  | 349                       | 0,99                      |                          |                          |
|                                                                         | Michel Naulin Lutte ouvrière                                                             | 289                       | 0,82                      |                          |                          |
|                                                                         | Lise Hégron Divers (Union populaire républicaine)                                        | 250                       | 0,71                      |                          |                          |
|                                                                         | Alain Alexandre Divers droite (Alliance royale)                                          | 63                        | 0,18                      |                          |                          |
| Source : Ministère de l'Intérieur - Troisième circonscription du Loiret |                                                                                          |                           |                           |                          |                          |

### Élections de 2022
Les élections législatives françaises de 2022 se déroulent les dimanches 12 et 19 juin 2022.
| Résultats des élections législatives des 12 et 19 juin 2022 de la 3e circonscription du Loiret |                           |                          |              |              |             |             |
| Candidat                                                                                       | Candidat                  | Parti et coalition       | Premier tour | Premier tour | Second tour | Second tour |
| Candidat                                                                                       | Candidat                  | Parti et coalition       | Voix         | %            | Voix        | %           |
|                                                                                                | Mathilde Paris            | RN                       | 10 931       | 30,82        | 16 846      | 52,22       |
|                                                                                                | Karine Barbier-Beauregard | MoDem (Ens)              | 7 420        | 20,92        | 15 416      | 47,78       |
|                                                                                                | Kevin Merlot              | LFI (NUPES)              | 6 814        | 19,21        |             |             |
|                                                                                                | Claude de Ganay           | LR                       | 4 502        | 12,69        |             |             |
|                                                                                                | Jean-Luc Riglet           | UDI                      | 3 289        | 9,27         |             |             |
|                                                                                                | Isabelle Lamarque         | REC                      | 1 235        | 3,48         |             |             |
|                                                                                                | Philippe Gourret-Guénin   | PA                       | 582          | 1,64         |             |             |
|                                                                                                | Michel Naulin             | LO                       | 465          | 1,31         |             |             |
|                                                                                                | Sébastien Cessac          | SE                       | 227          | 0,64         |             |             |
| Votes valides                                                                                  | Votes valides             | Votes valides            | 35 465       | 97,82        | 32 262      | 92,03       |
| Votes blancs                                                                                   | Votes blancs              | Votes blancs             | 570          | 1,57         | 2 163       | 6,17        |
| Votes nuls                                                                                     | Votes nuls                | Votes nuls               | 222          | 0,61         | 631         | 1,80        |
| Total                                                                                          | Total                     | Total                    | 36 257       | 100          | 35 056      | 100         |
| Abstention                                                                                     | Abstention                | Abstention               | 34 617       | 48,84        | 35 825      | 50,54       |
| Inscrits / participation                                                                       | Inscrits / participation  | Inscrits / participation | 70 874       | 51,16        | 70 881      | 49,46       |

### Élections de 2024
| Candidat                 | Candidat                 | Parti et coalition       | Nuance                   | Premier tour | Premier tour | Second tour | Second tour |
| Candidat                 | Candidat                 | Parti et coalition       | Nuance                   | Voix         | %            | Voix        | %           |
| ------------------------ | ------------------------ | ------------------------ | ------------------------ | ------------ | ------------ | ----------- | ----------- |
|                          | Mathilde Paris           | RN                       | RN                       | 21 373       | 45,53        | 22 827      | 48,89       |
|                          | Constance de Pélichy,    | SE (UDC)                 | DVD                      | 15 041       | 32,04        | 23 863      | 51,11       |
|                          | Clément Verde            | LFI (NFP)                | UG                       | 9 089        | 19,36        | Retrait     | Retrait     |
|                          | Thomas Maurice           | REC                      | REC                      | 792          | 1,69         |             |             |
|                          | Michel Naulin            | LO                       | EXG                      | 648          | 1,38         |             |             |
|                          |                          |                          |                          |              |              |             |             |
| Suffrages exprimés       | Suffrages exprimés       | Suffrages exprimés       | Suffrages exprimés       | 46 943       | 97,13        | 46 690      | 96,03       |
| Votes blancs             | Votes blancs             | Votes blancs             | Votes blancs             | 1 005        | 2,08         | 1 427       | 2,94        |
| Votes nuls               | Votes nuls               | Votes nuls               | Votes nuls               | 382          | 0,79         | 501         | 1,03        |
| Total                    | Total                    | Total                    | Total                    | 48 330       | 100          | 48 618      | 100         |
| Abstention               | Abstention               | Abstention               | Abstention               | 22 115       | 31,39        | 21 841      | 31,00       |
| Inscrits / participation | Inscrits / participation | Inscrits / participation | Inscrits / participation | 70 445       | 68,61        | 70 459      | 69,00       |